# Jamie Schroeder
Jamie Schroeder (ur. 9 września 1981 w Saint Louis) – amerykański wioślarz, reprezentant Stanów Zjednoczonych w wioślarskiej czwórce podwójnej na Letnich Igrzyskach Olimpijskich w Pekinie.

## Osiągnięcia
- Mistrzostwa Świata – Mediolan 2003 – czwórka bez sternika - 7. miejsce[1].
- Letnie Igrzyska Olimpijski – Ateny 2004 – czwórka bez sternika - 10. miejsce[1].
- Mistrzostwa Świata – Eton 2006 – jedynka - 12. miejsce[1].
- Mistrzostwa Świata – Monachium 2007 – czwórka podwójna - 9. miejsce[1].
- Letnie Igrzyska Olimpijski – Pekin 2008 – czwórka podwójna – 5. miejsce[1].